# Chiesa di Holmen
La chiesa di Holmen (in danese Holmens Kirke) è una chiesa parrocchiale nel centro di Copenaghen in Danimarca, sulla strada chiamata Holmens Kanal. In primo luogo fu costruita come fucina di ancoraggio nel 1563, ed è stata trasformata successivamente in una chiesa navale da Cristiano IV.

## Storia
È famosa per aver ospitato nel 1967 le nozze tra Margherita II di Danimarca, allora principessa ereditaria (poi regina di Danimarca dal 1972 alla sua abdicazione nel 2024) e il principe Henrik. È il luogo di sepoltura delle celebrità più famose della Danimarca, come ad esempio gli eroi navali Niels Juel e Peter Tordenskjold, e il compositore Niels Wilhelm Gade, e contiene anche opere d'arte, tra le quali quelle di Bertel Thorvaldsen e Karel van Mander.

## Caratteristiche
L'aspetto della chiesa di Holmen oggi assomiglia molto a quello dei lavori di ristrutturazione nel 1872, tranne che per il colore. Le finestre sono in vetro trasparente e montate su telai in ferro. La guglia è rivestita in rame, proprio come la piccola guglia sul tetto del confessionale. La chiesa è di luterana denominazione.
All'interno è presente l'organo a canne della chiesa che è stato originariamente realizzato da Lambert Daniel Kastens e installato nel 1738, e le canne di facciata si sono conservate fino a oggi. L'organo reale, tuttavia, è dal 1956.
Il pulpito attuale è stato installato nel 1662 ed è stato scolpito da Abel Schröder e si presenta nel colore naturale della sua quercia, tranne che per il monogramma del re, che è dorato. È il più antico pulpito conservato a Copenaghen, e il più riccamente decorato. Si erge dal pavimento al soffitto, e raffigura la storia cristiana di Mosè tenendo il cesto fino a Gesù Cristo.
Il fonte battesimale più antico della chiesa è in ferro battuto ed è alto 117 cm di altezza. Una base in marmo bianco è stato inserito nel 1756, creato da Carl Frederik Stanley in stile classicista, ma non è più presente in chiesa. Il nuovo fonte battesimale del 1872 è stato realizzato dallo scultore Evens e disegnato da Ludvig Fenger, in marmo bianco e pietra arenaria.